# Gaisrain 58 (Kürnbach)

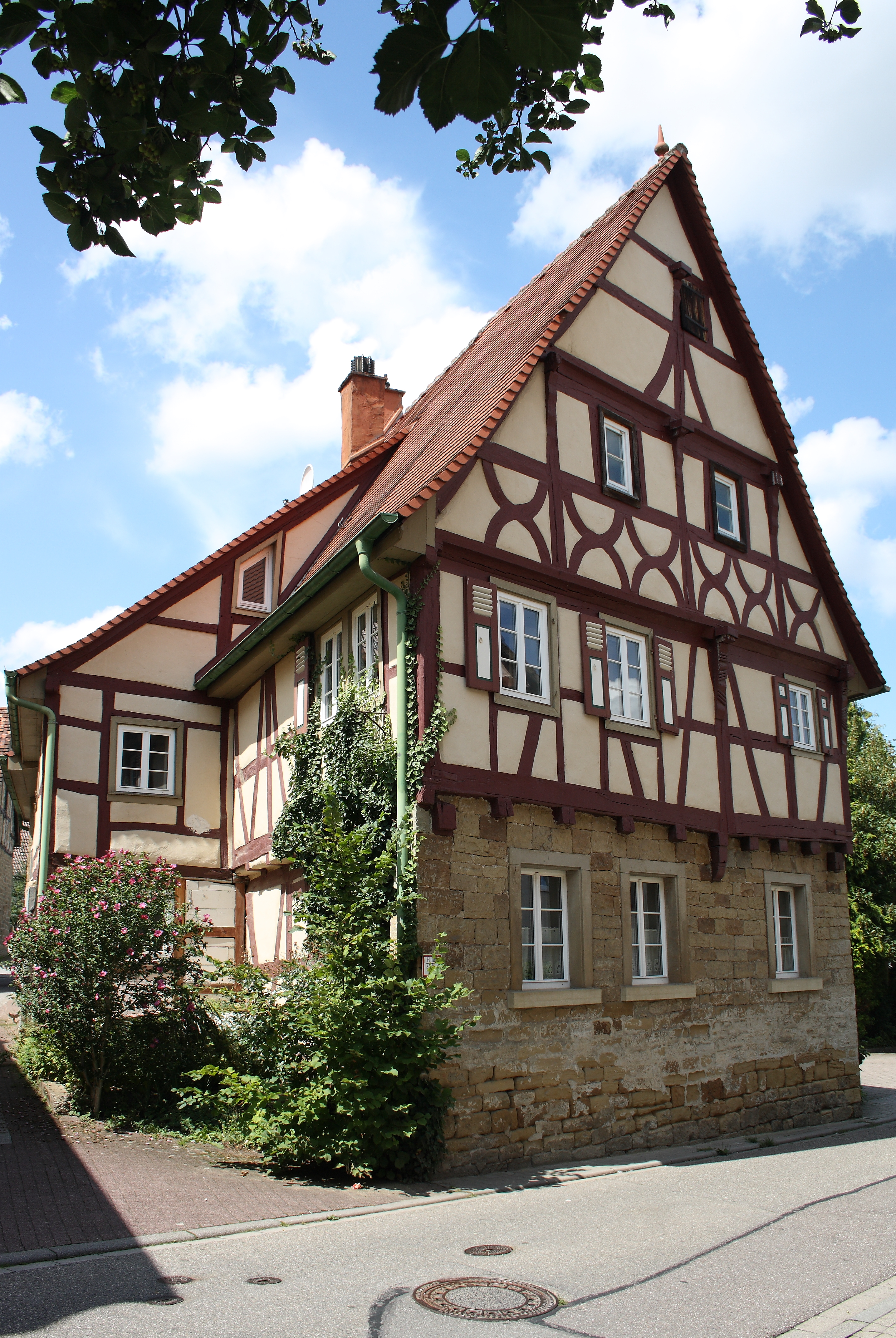
Fachwerkhaus Gaisrain 58 in Kürnbach

Das Gebäude Gaisrain 58 in Kürnbach, einer Gemeinde im Landkreis Karlsruhe im nordwestlichen Baden-Württemberg, ist ein Fachwerkhaus aus dem Ende des 15. Jahrhunderts.

## Beschreibung
Zur Straßenseite hat das Haus ein massives Erdgeschoss, darüber befindet sich ein Fachwerkstock und zwei Dachstöcke. Beide Dachstöcke kragen vor. An der hinteren Seite des Gebäudes wurde in späterer Zeit eine Erweiterung angefügt und mit einem Schleppdach versehen. Die Grundfläche des älteren Gebäudeteils ist in drei Querstreifen und außermittig in zwei Längsstreifen geteilt.
Im straßenseitigen Giebel wurden die Fenster des ersten Stocks vergrößert. Als Zierformen sehen wir im unteren Dachstock sechs gleich aussehende geschweifte Andreaskreuze.